# アクリロイル基

アクリロイル基の構造式

アクリロイル基（アクリロイルき、acryloyl group）は、H2C=CH–C(=O)–という構造を持つ官能基で、アクリル酸から誘導されるアシル基である。IUPAC推奨名はプロパ-2-エノイル（prop-2-enoyl）。（厳密さを無視して）アクリリル基（acrylyl）、アクリル基（acryl）と呼ばれることもある。アクリロイル基を含む化合物を「アクリル化合物」と呼ぶ。
アクリル化合物はおもにα,β-不飽和カルボニル化合物であり、炭素-炭素単結合を挟んで炭素-炭素二重結合と炭素-酸素二重結合を持つ。そのためそれぞれの二重結合に特徴的な性質を合わせ持つ。 
- 炭素-炭素二重結合では、酸とハロゲンの求電子付加反応、水素化、結合開裂。
- 炭素-酸素二重結合では、求核置換反応（エステルなどと同様）、求核付加反応（ケトンなどと同様）。アクリル酸のカルボキシル基はアンモニアと反応してアクリルアミドを、アルコールと反応してアクリレートエステルをそれぞれ生成する。

また、2つの二重結合は炭素-炭素単結合を挟んでつながっているため、共役二重結合になっている。